# رسکت علیا
رسکت علیا، روستایی از توابع بخش دودانگه شهرستان ساری در استان مازندران ایران است.

## برج رسکت
برج رِسکِت مربوط به سدهٔ ۵ ه‍.ق است و در این روستا واقع شده و این اثر در تاریخ ۹ مرداد ۱۳۱۲ با شمارهٔ ثبت ۱۹۳ به‌عنوان یکی از آثار ملی ایران به ثبت رسیده‌است.

## جمعیت
این روستا در دهستان فریم قرار داشته و براساس سرشماری مرکز آمار ایران که در سال ۱۳۸۵، جمعیت آن ۲۰۶نفر (۶۷خانوار) بوده‌است.